# NGC 5311
NGC 5311 (również PGC 49011 lub UGC 8735) – galaktyka spiralna (S0-a), znajdująca się w gwiazdozbiorze Psów Gończych. Odkrył ją William Herschel 14 stycznia 1788 roku.